# Civico polo scolastico Alessandro Manzoni
Il Civico polo scolastico Alessandro Manzoni è una scuola paritaria comunale di Milano, fondata il 23 maggio 1861 dall'assessore Carlo Tenca.
La scuola è selettiva, con un test d'ingresso. La scuola nacque dopo che Tenca illustrò al Consiglio comunale il progetto di una scuola superiore femminile ispirata a grande modernità, che preparasse le donne a contribuire al progresso comune in una libera società moderna. La scuola ottiene premi e riconoscimenti in tutte le esposizioni nazionali e internazionali, in particolare la medaglia del Progresso, ricevuta nel 1875 all'Esposizione Nazionale di Vienna. Nel 1886 la scuola viene intitolata ad Alessandro Manzoni e dal 1978 aperta anche agli alunni maschi.
L'istituto è una scuola gestita dall'amministrazione comunale milanese (Direzione Educazione, Area Servizi Scolastici ed Educativi) e rientra nelle competenze del relativo assessorato.
Nell'archivio della scuola si conserva la prolusione che Paolo VI fece agli studenti e il dono della regina d'Italia alle allieve nel 1894.
L'Istituto è suddiviso secondo le seguenti tipologie scolastiche:
- Scuola secondaria di primo grado (chiusa nel 2019)
- Liceo linguistico
- P.A.C.L.E. (soppresso nel 2014)
- Istituto tecnico economico (aperto nel 2012)
- Liceo linguistico "Teatro alla Scala" (trasferito nel 2019 e non più gestito dall'Amministrazione Comunale)
- Centro d'Istruzione per l'Adulto e l'Adolescente, con lezioni sia diurne che serali di preparazione ad esami esterni per la scuola secondaria superiore. (Il secondo ciclo d'istruzione di questo ente, pur seguendo i programmi ministeriali e prevedendo comunque un obbligo di frequenza un po' più agevole, non è paritario, quindi il percorso va certificato fuori sede.)

## Storia
Inizialmente la scuola non ha una sede propria, l'unica classe, di ventiquattro allieve, viene ospitata presso le scuole elementari di via Bassano Porrone. Dopo un periodo in via Borgospesso 4, trova la sua sede ufficiale nell'antica e prestigiosa sede di palazzo Dugnani, all'interno dei Giardini Pubblici di Milano. 
Nel 1946 vengono avviati due indirizzi: "Lingue e letterature straniere" e il "Corso di tecnica aziendale". Questa scelta derivava dalla necessità di fornire una preparazione professionale agli studenti della scuola.
Nel 1977 avviene, per il Liceo Linguistico, un temporaneo trasferimento presso l'edificio di via Pace, già sede della civica scuola Umanitaria. Nel 1978 viene individuata la sede di via Rubattino 6, presso la struttura dei Martinitt, e, come detto, vengono aperte le porte ai maschi, decretando la scuola come capofila dei 5 licei linguistici italiani (testo unico del 1994). Nel frattempo il P.A.C.L.E. trova la sua sede definitiva nella struttura di via Marsala 8, zona Garibaldi, mentre la secondaria di Primo Grado, inizialmente ospitata nei locali di via Rossari, viene dirottata nell'edificio a fianco del PACLE, in piazza XXV Aprile.
Tuttavia, il rapido incremento di utenza del Liceo di via Rubattino, che in poco più di dieci anni raddoppia le proprie sezioni, costringe l'Amministrazione a trovare, nel 1994, una sede staccata di sdoppiamento, che viene individuata presso la struttura di via Lamennais 20, zona San Siro. In questo modo il Liceo Linguistico trova una copertura di utenza cittadina ancor più completa, avendo due sedi scolastiche diametralmente opposte nella metropoli.
Nel 2001 l'Istituto ottiene la paritarietà dal Ministero della Pubblica Istruzione.
Nell'agosto del 2011 le singole scuole, ad eccezione di quella di Primo Grado, si riuniscono con il trasferimento nella sede ristrutturata di via Grazia Deledda 11, zona Loreto, in quello che prende il nome di Civico Polo Scolastico Manzoni, così da avere un centro multifunzionale dislocato nel centro della città.
Nel 2012 viene istituito l'I.T.E., ovvero Istituto Tecnico Economico ad indirizzo Amministrazione, Finanza e Marketing.
Nel 2014 il P.A.C.L.E., a causa della riforma scolastica detta Riforma Gelmini, chiude la propria attività didattica.
A luglio 2016 anche la scuola secondaria di Primo Grado viene trasferita presso i locali del Polo Scolastico di via Deledda 11, completando così la costituzione di uno dei poli educativi secondari più estesi della Lombardia.
Da sempre il Liceo Linguistico è molto ambito ed impossibilitato ad accettare tutte le domande di iscrizione. Per essere ammessi alla scuola è necessario superare un test d'ingresso, di norma svolto nel mese di dicembre, con possibilità di ripescaggio. Dal 2013 il test d'ingresso è stato esteso anche alle iscrizioni dell'I.T.E.
Dal 2007 presso il Liceo è presente l'insegnamento curricolare della lingua cinese.
Il 20 aprile 2011 l'Istituto ha festeggiato i propri centocinquant'anni con un evento tenutosi al Teatro Dal Verme di Milano alla presenza del Sindaco Letizia Moratti e di numerose personalità del mondo scolastico milanese.

## Il Liceo Linguistico
Due elementi hanno fortemente caratterizzato la vita del Liceo Manzoni dal 1861 ad oggi: la sua autonomia rispetto alle scuole statali e la sua specifica connotazione linguistica. È soprattutto questo secondo aspetto che è di particolare interesse sia per la moderna impostazione didattica che per le numerose iniziative legate allo studio delle lingue, che hanno fatto di questa scuola una delle più ambite nel panorama educativo lombardo. Tra le particolarità della Manzoni, l’insegnamento della terza lingua a partire dal triennio e un monte ore settimanali più vasto rispetto ai licei statali parigrado. Tra gli insegnanti celebri il giornalista e scrittore Luca Gallesi e la scrittrice Fania Cavaliere.

## Il P.A.C.L.E.
Con la riforma scolastica detta riforma Gelmini, che ha previsto, tra le altre cose, la soppressione del corso di Perito Aziendale Corrispondente Lingue Estere, l'Istituto PACLE è stato portato a graduale esaurimento. La chiusura definitiva è avvenuta al termine dell'Esame di Stato 2014.

## L'I.T.E.
Con la soppressione del PACLE la Giunta Comunale milanese ha optato per l'apertura di un nuovo corso paritario nel quale potesse essere implementato un esperimento innovativo di "didattica multimediale attraverso Tablet", così da adeguare la propria offerta scolastica alle sempre più moderne dotazioni tecnologiche. Nel 2012 è stato quindi attivato l'Istituto Tecnico Economico ad indirizzo Amministrazione Finanza e Marketing, dove gli studenti interagiscono con l'attività didattica solo attraverso dispositivi multimediali e libri elettronici. Inoltre, ad integrazione di ciò che era stata l'offerta formativa dell'ex-PACLE, è stato introdotto lo studio di una terza lingua, tra cui il cinese.